# Phillip Hey
Phillip Hey (ur. 23 marca 1896 w Oberandenach, zm. 4 lipca 1947 w Rastatt) – zbrodniarz hitlerowski, SS-Unterscharführer, członek załogi niemieckiego obozu koncentracyjnego Mittelbau-Dora.
W latach 1944–1945 pełnił służbę w obozie Mittelbau-Dora. W dniach 14–15 maja 1947 został osądzony przez francuski Trybunał w Rastatt. Udowodniono mu mordowanie i katowanie więźniów wielu narodowości. Hey skazany został na karę śmierci. Wyrok wykonano na początku lipca 1947 przez zgilotynowanie w więzieniu w Rastatt.